# Now Here's Johnny Cash
Now Here's Johnny Cash é o décimo álbum de estúdio do cantor Johnny Cash, lançado a 21 de outubro de 1961.

## Faixas
Todas as faixas por Johnny Cash, exceto onde anotado.
1. "Sugartime" (Odis Echols, Charlie Phillips) – 1:48
2. "Down the Street to 301" (Jack Clement) – 2:06
3. "Life Goes On" (Cash, Clement) – 2:02
4. "Port of Lonely Hearts" – 2:36
5. "Cry! Cry! Cry!" – 2:29
6. "My Treasure" – 1:16
7. "Oh Lonesome Me" (Don Gibson) – 2:30
8. "Home of the Blues" (Cash, Glen Douglas, Vic McAlpin) – 2:43
9. "So Doggone Lonesome" – 2:37
10. "You're the Nearest Thing to Heaven" (Jim Atkins, Cash, Hoyt Johnson) – 2:40
11. "The Story of a Broken Heart" (Sam Phillips) – 2:11
12. "Hey Porter" – 2:15

## Créditos
- Johnny Cash - Vocal
- Al Casey - Guitarra